# أنظمة مغذية
الأنظمة المغذية (التوليفات المغذية سابقة التجهيز) تحقق التكامل بين المكونات الوظيفية التي تتألف من الفيتامينات والمعادن والأحماض الأمينية والنوكليوتيدات والمغذيات الدوائية. وهذه التوليفات والأنظمة تكون عالية التوفير في التكلفة والفائدة للمصنّعين والباحثين والمطوّرين في مجال صناعات المواد الغذائية والأدوية في جميع أنحاء العالم. وهي تجارة مزدهرة وتمثل جزءًا من صناعة المغذّيات التي تقدّر بعدة مليارات من الدولارات في جميع أنحاء العالم. وكثيرٌ من الأطعمة اليومية والمستحضرات الصيدلانية مستمدة من التوليفات المغذية سابقة التجهيز (الأنظمة المغذية).
إن الأنظمة المغذّية هي توليفاتٌ سابقة التجهيز تُصمم حسب الطلب، وتحتوي على أي من المجموعات المتنوعة والكثيرة للمغذيات المرتبطة بـ الصحة والعافية، والتي يتم استخدامها في إثراء الغذاء والمشروبات والمنتجات الدوائية.
والأنظمة المغذية عبارة عن أمزجة معقدة من المكونات. ويتدخل العلم في تطوير المزيج الأمثل لتطبيقات الطعام أو الشراب - تحديد المواصفات المطلوبة واستيفائها، واختيار نماذج السوق المناسبة، مع ضمان الجودة والاتساق - وكل ذلك دون الإخلال بمذاق أو تركيب المنتج النهائي.
ويمكن تمثيل هذه المشكلة كنموذج تقليدي في البرمجة الديناميكية يُسمى مشكلة المزج أو مشكلة تقطيع المخزون. وقد اجتذبت في الآونة الأخيرة اهتمام الكثيرين في مجالاتٍ أخرى من مجالات التحسين مثل التصميم الأمثل وسلسلة الإمداد - وفي تطبيقاتٍ صناعية أخرى تتعامل مع الطلب الديناميكي غير الحتمي من العملاء.